# Максиміліан (герцог Баварський)
Максиміліан Йозеф (нар. 4 жовтня 1808, Бамберг — пом. 15 листопада 1888, Мюнхен) — герцог Баварський із родини Віттельсбахів.

## Біографія
Максиміліан був єдиним сином герцога Пія Августа Баварського (1786—1837) і герцогині Амелії (1789—1823). Максиміліан одружився 9 вересня 1828 р. в Тегернзе, із своєю кузиною Людовікою Баварською (1808—1892) через династичні міркування. Він не приділяв жінці уваги, слідуючи відомому стереотипу про роль жінки в родині Кюхен, кіндер, кірхен. Решта доньок короля Максиміліана I одружилися з наслідними принцами, тому Людовіка вважала себе ображеною шлюбом з особою, менш титулованою ніж вона. Тим не менш, подружжя мало 8 дітей.
Максиміліан мав нелюдимий характер і жив самітником в своєму маєтку Посенхофен, придбаному в 1834 г. До королівського двору Максиміліан виїздив лише на офіційні або родинні церемонії.
У 1838 р. Максиміліан мандрував Єгиптом і Палестиною. Свої враження він виклав у книзі «Wanderung nach dem Orient im Jahre 1838» (Мандрівка на Схід у 1838 році). Безліч зібраних ним сувенірів, були доставлені в Баварію та прикрасили оселю його батька, навіть сьогодні їх можна бачити в абатстві Банц. Серед експонатів є мумія молодої жінки, голови трьох інших мумій, муміфіковані тварини та брили з некрополів і храмів.
Максиміліан був одним із найвидатніших покровителів баварської народної музики XIX ст. Завдяки його старанням цитра зажила слави національного музичного інструменту Баварії. Він сам грав і писав музику для цитри.

## Родина
Дружина —  Людовікою Баварською
Діти:
- Людвіг Вільгельм (1831—1920) — герцог Баварський, в 1859 г. взяв морганічний шлюб з Генрієтою Мендель та відмовився від своїх прав.
- Єлена Кароліна Тереза (1834—1890) — герцогиня Баварська, принцеса Турн-унд-Таксіс, в 1858 одружилася з Максиміліаном де Турн-унд-Таксіс.
- Єлизавета Амалія Євгенія (Сіссі) (1837—1898) — герцогиня Баварська та імператриця Австрії з 1854 р., коли з'єдналась у шлюбі з імператором Францом Йосифом I.
- Карл Теодор (1839—1909) — герцог Баварський, в 1865 р. одружився з Софією Саксонською, після її смерті, другий шлюб в 1874 р. з інфантою Марією Жозефіною Португальською.
- Марія Софія Амалія (1841—1925) — герцогиня Баварська та королева Обох Сицилій, в 1859 одружилася з Франциском II, королем Обох Сицилій.
- Матильда Людовіка (1843—1925) — герцогиня Баварська та графиня де Трані, в 1862 р. стала дружиною графа Людовіка де Трані.
- Софія Шарлота Августа (1847—1897) — герцогиня Баварська, Аленсонська та Орлеанська, в 1868 г. одружилася з герцогом Фердинандом Аленсонським.
- Максиміліан Еммануїл (1849—1893) — герцог Баварський, в 1875 взяв шлюб з Амалією Саксен-Кобург-Готською.